# Marco Vistalli
Marco Vistalli (ur. 3 października 1987 w Alzano Lombardo) – włoski lekkoatleta, sprinter.
Dwukrotnie w sztafecie 4 x 400 metrów startował w młodzieżowych mistrzostwach Europy (Debreczyn 2007 i Kowno 2009). W biegu rozstawnym, w roku 2009, zajął także 5. miejsce w igrzyskach śródziemnomorskich oraz 6. miejsce podczas superligi drużynowych mistrzostw Europy. Największymi sukcesami w startach indywidualnych na 400 metrów były dla Vistalliego szóste miejsce w młodzieżowym czempionacie Starego Kontynentu oraz piąta lokata podczas uniwersjady w Belgradzie (oba wyniki z 2009 roku). Medalista mistrzostw Włoch w różnych kategoriach wiekowych.

## Rekordy życiowe
- bieg na 400 m – 45,38 (28 lipca 2010, Barcelona)